# Bishop Dolegiewicz
Bishop Dolegiewicz, pseudonimo di Zbigniew Dolegiewicz (Toronto, 8 luglio 1953 – Lehi, 28 ottobre 2008), è stato un discobolo e pesista canadese.

## Biografia
Nel 1989, durante l'inchiesta Dubin Inquiry nata per indagare sul caso doping di Ben Johnson, confessò l'uso di metandrostenolone, uno steroide anabolizzante.

## Palmarès
| Anno | Manifestazione      | Sede              | Evento           | Risultato | Misura  | Note |
| ---- | ------------------- | ----------------- | ---------------- | --------- | ------- | ---- |
| 1975 | Universiadi         | Roma              | Getto del peso   | Oro       | 19,45 m |      |
| 1975 | Giochi panamericani | Città del Messico | Getto del peso   | Argento   | 19,18 m |      |
| 1976 | Olimpiadi           | Montréal          | Lancio del disco | nm        | nm      |      |
| 1978 | Commonwealth        | Edmonton          | Getto del peso   | Bronzo    | 18,45 m |      |
| 1979 | Giochi panamericani | San Juan          | Getto del peso   | Argento   | 19,67 m |      |
| 1982 | Commonwealth        | Brisbane          | Lancio del disco | Bronzo    | 60,34 m |      |
| 1983 | Mondiali            | Helsinki          | Getto del peso   | 16º       | 18,68 m |      |
| 1984 | Olimpiadi           | Los Angeles       | Getto del peso   | 11º       | 18,39 m |      |